# Sobór Zmartwychwstania Pańskiego w Chanty-Mansyjsku
Sobór Zmartwychwstania Pańskiego – prawosławny sobór w Chanty-Mansyjsku, katedra eparchii chanty-mansyjskiej Rosyjskiego Kościoła Prawosławnego. 

## Historia
Miejsce pod budowę świątyni zostało wskazane przez biskupa tobolskiego i tiumeńskiego Antoniego. Prace budowlane rozpoczęto jednak dopiero w 1999, dwa lata później plac budowy odwiedził patriarcha moskiewski i całej Rusi Aleksy II. W 2002 na wznoszonej świątyni pojawiły się kopuły, w tym samym też roku odlano dzwony dla wznoszonego soboru. Pierwsze nabożeństwo w budowanej jeszcze cerkwi odprawił 25 czerwca 2005 arcybiskup tobolski i tiumeński Dymitr. Gotową świątynię poświęcił 24 maja 2006 metropolita kruticki i kołomieński Juwenaliusz. Wielkie poświęcenie obiektu miało miejsce siedem lat później pod przewodnictwem patriarchy moskiewskiego i całej Rusi Cyryla.

## Architektura
Sobór jest budowlą pięciokopułową z oddzielnie stojącą dzwonnicą. Łączna wysokość największej kopuły wynosi 60 metrów, podczas gdy dzwonnica wznosi się na wysokość 62 metrów. Na dzwonnicy znajduje się 12 dzwonów, z których największy waży 10 ton. Wszystkie zostały odlane w moskiewskiej fabryce „ZIŁ”. We wnętrzu świątyni znajduje się trzyrzędowy ikonostas oraz trzy ołtarze – główny Zmartwychwstania Pańskiego oraz boczne św. Aleksandra Newskiego i Wszystkich Świętych Syberyjskich.
Świątynia jest częścią większego kompleksu należącego do eparchii chanty-mansyjskiej, w którym funkcjonuje także prawosławne gimnazjum z cerkwią św. Włodzimierza, kaplica Świętych Cyryla i Metodego, sala konferencyjna oraz pomniki Cyryla i Metodego oraz świętych metropolitów tobolskich i syberyjskich, Jana i Filoteusza.